# Rosbach vor der Höhe
Rosbach vor der Höhe, Rosbach v. d. Höhe − miasto w Niemczech, w kraju związkowym Hesja, w rejencji Darmstadt, w powiecie Wetterau.
Miasto składa się z trzech dzielnic:
- Nieder-Rosbach (2551 mieszkańców[2])
- Ober-Rosbach (4965 mieszkańców[2])
- Rodheim (4780 mieszkańców[2]).

Rosbach po raz pierwszy wzmiankowany był w kartularzu z Lorsch w roku 805 jako Rodheim – wówczas jeszcze jako samodzielna miejscowość. Rodheim włączony został do Rosbachu jako dzielnica 1 sierpnia 1972.
W Rosbach znajduje się wytwórnia wody mineralnej Rosbacher Mineralwasserquelle należąca do Hassia Mineralquellen oraz centralny magazyn sieci Rewe Group.

## Współpraca
Miejscowości partnerskie:
- Ciechanowiec, Polska
- Netzschkau, Saksonia
- Saint-Germain-lès-Corbeil, Francja

## Krater
Na zachód od Rosbach znajduje się krater o średnicy 2,3 km. spowodowany upadkiem meteorytu, który uderzył w tym miejscu w ziemię około 50-300 mln lat temu. Meteoryt mógł mieć średnicę około 100 m.

## Osoby związane z miastem
- Jessica Wahls – niemiecka piosenkarka No Angels, mieszka w dzielnicy Rodheim

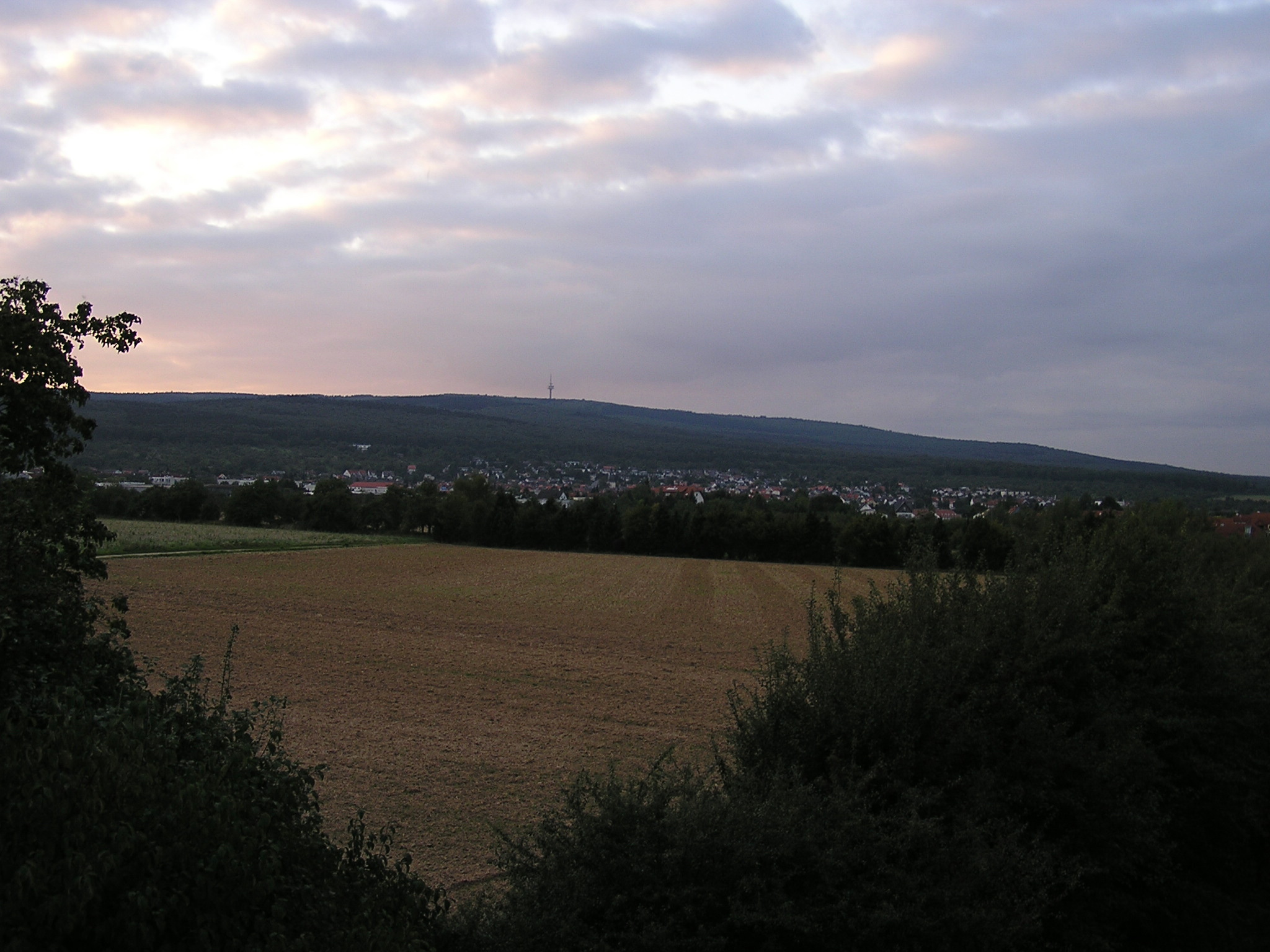
Rosbach v. d. Höhe (w tle góry Taunus)